# Papel
El papel (pepel, papei) o oium (moium) és una llengua africana de les llengües papel, un subgrup de la branca bak de la família de les llengües nigerocongoleses. És parlada pels papels principalment a Guinea Bissau, encara que també hi ha parlants a Casamance (Senegal) i a Guinea.